# Franciskanklostret och Vår Fru av Barmhärtighetens kyrka
Franciskanklostret och Vår Fru av Barmhärtighetens kyrka (kroatiska: Franjevački samostan i crkva svete Marije od Milosti) är ett kulturminnesmärkt romersk-katolskt franciskankloster och klosterkyrka i Hvar på ön Hvar i Kroatien. Klosterkomplexet uppfördes under 1400-talets andra hälft och är beläget vid en badvik söder om Hvars stadskärna. 

## Historik
Klostret uppfördes på initiativ av Hvars dåvarande biskop Tome Tomassinis initiativ år 1461. Det uppfördes bredvid det dåvarande Heliga korsets kapell. Tomassini var påven Pius II:s apostoliska delegat för Bosnien som under 1400-talet gradvis intogs och därefter integrerades som en provins i det muslimska Osmanska riket. Osmanernas expansion i sydöstra Europa ledde till att en del av den romersk-katolska befolkningen i Bosnien tog sin tillflykt till vad som idag är det dalmatiska kustlandet men vid tiden löd under Republiken Venedig. Klostret uppfördes för de nytillkomna franciskanermunkarna från Bosnien och bygget finansierades av staden och privata donationer. Bland annat donerade 1400-talspoeten Hanibal Lucićs farfar 1 000 dukater till klostrets uppförande.
Uppförandet av klosterkyrkan Vår Fru av Barmhärtighetens kyrka påbörjades år 1465. Den uppfördes på platsen för Heliga korsets kapell.  

## Arkitektur och beskrivning
I den östra delen av klostret uppfördes ett torn som försvar mot pirater. Klostergången med halvcirkelformade arkader i renässansstil uppfördes år 1489 och är ett verk av Mäster Rade från Šibenik. Klostrets brunn tillkom med hjälp och stöd av lokalbefolkningen och den venetianska flottan.
Klosterkyrkan Vår Fru av Barmhärtighetens kyrka har asymmetrisk form med gotiska fönster och valv i renässansstil. Helgedomens gärdsgård härstammar troligtvis från det tidigare Heliga korsets kapell. Kyrkans valv, fönstret till vänster om högaltaret och reliefen ovanför kyrkans portal som är ett verk av Niccolò di Giovanni Fiorentino är i ursprungligt utförande. Polyptyken vid det stora altaret består av tolv målningar (sex stora målade på duk och sex små målade på trä) och är ett verk av Francisco de Santa Croce från år 1583. I kyrkans rika samling av målningar ingår bland annat målningen Kristus på korset av Leandro da Bassano och sex scener av Martin Benetović inspirerade av passionshistorien. I kyrkan är flera framstående personligheter begravda, bland annat den kroatiske 1400-talspoeten Hanibal Lucić.
Klocktornet i renässansstil med kupol anses vara ett av de finaste i Dalmatien från tidsepoken. Ett avtal om dess uppförande tillkom den 23 juli 1507. I den osmanska attacken på staden Hvar den 17 augusti 1571 skövlades och brändes staden. Klostret och klosterkyrkan skadades svårt i attacken och en stentavla ovanför ingången till klocktornet med dateringen 26 oktober 1573 påminner om restaureringen av det religiösa komplexet efter attacken.